# قرار مجلس الأمن التابع للأمم المتحدة رقم 1927
قرار مجلس الأمن التابع للأمم المتحدة رقم 1927، المتخذ بالإجماع في 4 يونيو 2010، بعد التذكير بالقرارات السابقة بشأن هايتي، بما في ذلك القرارات 1542 (2004)، 1576 (2004)، 1608 (2005)، 1658 (2006)، 1702 (2006)، 1743 (2006) و1780 (2007) و1840 (2008) و1892 (2009) و1908 (2010)، أذن المجلس بنشر 680 شرطيًا إضافيًا كجزء من بعثة الأمم المتحدة لتحقيق الاستقرار في هايتي.
وأعرب مجلس الأمن عن قلقه إزاء التحديات والأخطار الجديدة في أعقاب الزلزال الذي وقع في كانون الثاني / يناير. وسيواصل وجود حفظة السلام التابعين للبعثة التركيز على أمن واستقرار البلد. كما أشار إلى أن هناك المزيد من الجهود الدولية لضمان عمل مؤسسات الدولة والخدمات الأساسية. في الوقت نفسه، رحب المجلس بـ «خطة عمل الحكومة الهايتية للإنعاش والتنمية الوطنيين» والمساهمات المقدمة في مؤتمر المانحين الدولي «نحو مستقبل جديد لهايتي» في 31 مارس 2010 والتي بلغت قيمتها الإجمالية حوالي 15 مليار دولار أمريكي على مدى عقد من الزمان. وتم التأكيد على أن الحكومة الهايتية لها دور قيادي في التعافي من الكوارث وحماية حقوق الإنسان وإجراء الانتخابات العامة في الوقت المناسب.
بموجب الفصل السابع من ميثاق الأمم المتحدة، أذن المجلس بزيادة مؤقتة قوامها 680 شرطيًا مع التركيز على بناء قدرات الشرطة الوطنية الهايتية. وأوصى تقرير للأمين العام بان كي مون بالزيادة بعد هروب عدد من المجرمين الخطرين من السجن خلال الزلزال. وستتألف البعثة من 940 8 فردا عسكريا و391 4 شرطيًا، حيث ستظل الأعداد قيد المراجعة المستمرة خلال فترة الانتخابات. كان من المقرر أن تستمر في مساعدة الشعب الهايتي، وخاصة الفئات الضعيفة مثل المشردين والنساء والأطفال بسبب مخاطر عنف العصابات والجريمة المنظمة والاتجار بالأطفال،  ودعم عمليات الإغاثة. وأخيرا، طُلب من البعثة أيضا أن تدعم الأعمال التحضيرية للانتخابات العامة.